# 列昂尼德·弗拉基米罗维奇·尼古拉耶夫
列昂尼德·弗拉基米罗维奇·尼古拉耶夫（俄语：Леонид Владимирович Николаев；1878年8月13日—1942年10月11日），男，基辅人，俄国钢琴家、作曲家、音乐教育家。

## 生平
1878年生于基辅，在基辅音乐学校接受音乐训练。1897年转入莫斯科音樂學院学习，跟随瓦西里·萨福诺夫学习钢琴，跟随谢尔盖·塔涅耶夫学习作曲。1900年毕业。在莫斯科大剧院表演一段时间后，转入列寧格勒音樂學院担任钢琴教师，后来曾短暂担任院长。他的学生包括弗拉基米尔·索夫罗尼茨基、玛丽亚·尤季娜、德米特里·肖斯塔科维奇、帕维尔·谢列布里亚科夫、伊萨克·施瓦尔茨等。
德米特里·肖斯塔科维奇称赞他是“一流的音乐家，同时也是一位博学多才的人”。
1938年获得人民艺术家荣誉称号。1941年苏德战争爆发后与其他文化界人士撤往塔什干，1942年10月11日因伤寒去世。1952年转葬于列宁格勒。